# Дакјула (Џорџија)
Дакјула (енгл. Dacula) град је у америчкој савезној држави Џорџија. По попису становништва из 2010. у њему је живело 4.442 становника.

## Демографија
Према попису становништва из 2010. у граду је живело 4.442 становника, што је 594 (15,4%) становника више него 2000. године.
| Група             | 2000.         | 2010.         |
| Белци             | 3.426 (89,0%) | 3.123 (70,3%) |
| Афроамериканци    | 163 (4,2%)    | 502 (11,3%)   |
| Азијати           | 59 (1,5%)     | 142 (3,2%)    |
| Хиспаноамериканци | 143 (3,7%)    | 606 (13,6%)   |
| Укупно            | 3.848         | 4.442         |